# Maschine
Eine Maschine (entlehnt aus französisch machine, von lateinisch machina, dieses von altgriechisch μηχανή mēchanḗ, deutsch ‚Werkzeug‘, ‚künstliche Vorrichtung‘, ‚Mittel‘) ist ein technisches Gebilde mit durch ein Antriebssystem bewegten Teilen. Maschinen werden als technische Arbeitsmittel vor allem für mechanische Einwirkung verwendet.
In der Vergangenheit stand der Energie- und/oder Stofffluss im Vordergrund. Der Informationsfluss spielte zuerst in feinmechanischen Geräten eine Rolle, ist heute aber in fast allen Maschinen von Bedeutung (Automatisierung). Reizvolle Ziele für die Erfindung von Maschinen waren aus der Sicht eines Arbeiters eine Verstärkung der eigenen Kraft, Zeitgewinn, Genauigkeit, feinere Bearbeitungsmöglichkeit und Fertigung von größeren Mengen identischer Produkte. Es folgte auch eine Entlastung des Produktionsarbeiters von körperlicher und geistiger Arbeit durch Maschinen und Geräte. Diese modernen Arbeitsmittel übernehmen vor allem Routine- und auch gefährliche Arbeiten.
Jede Maschine enthält individuell angefertigte Einzelteile, wie wenigstens Gestell und Gehäuse. Einen erheblichen Anteil nehmen Teile mit einer Standardfunktion ein; diese Maschinenelemente werden gesondert als Massenartikel produziert. Fixe Maschinenelemente sind zum Beispiel Schrauben und Dichtungen, bewegliche Elemente sind zum Beispiel Zahnräder und Hebel.

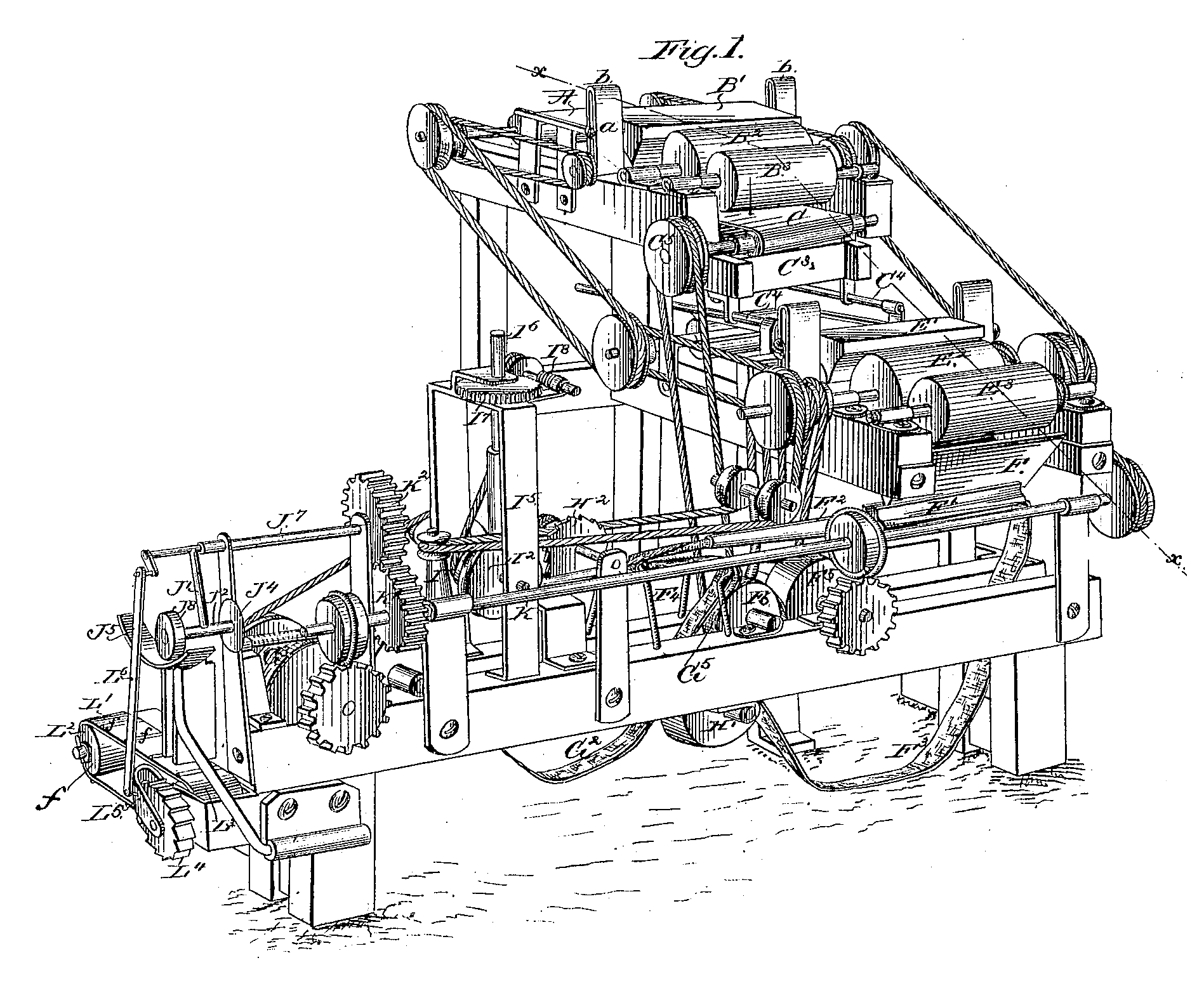
Maschine zum „Drehen“ von Zigaretten

## Definitionen

### Begriffsgeschichte

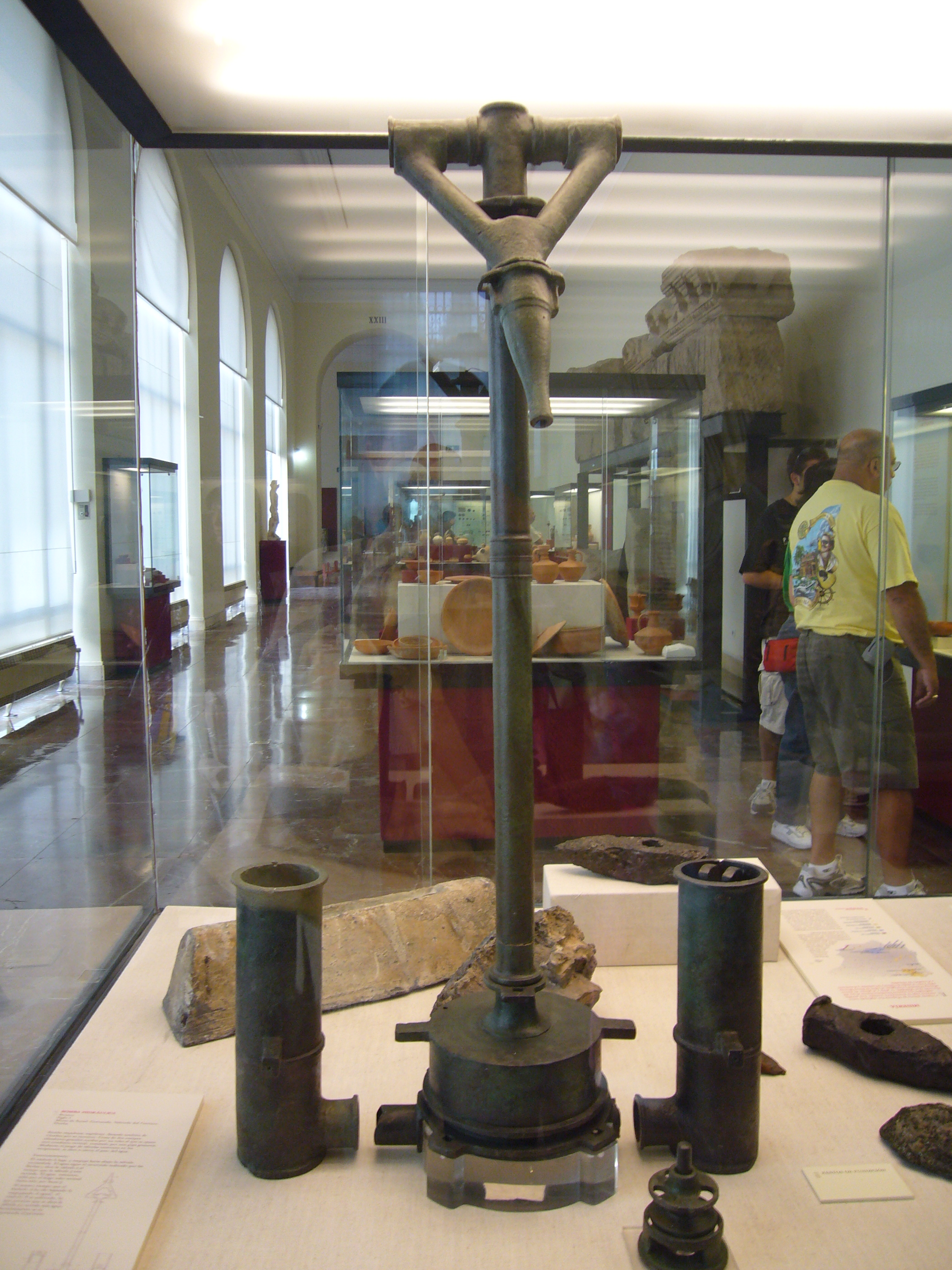
Antike römische Pumpe, 1./2. Jahrhundert, Museo Arqueológico Nacional de España, Madrid

Maschinen sind immer Produkte des Menschen. Aufgrund der antiken Bedeutung (vgl. „Deus ex machina“) wurde die Maschine bis in die Neuzeit hauptsächlich als Mittel zu einer Täuschung – dem Erzeugen unnatürlicher, also unmöglicher Effekte – und erst in zweiter Linie als Arbeitshilfe verstanden.
In der Renaissance entwickelte sich ein genaueres Konzept über Mechanismen: Mechanismen sind Komplexe von Bauteilen, bei denen die Bewegung eines Elements zwangsläufig die Bewegung anderer Elemente bewirkt. Sie haben in der Regel bewegliche Komponenten und sind im Vergleich zum apparatus (dem ‚Werkzeug‘) erheblich komplexer.
In dieser Zeit war ein Mechanismus primär ein Werk, eine Form von Getrieben, die Kräfte übertragen. Zu den kompliziertesten Mechanismen gehörte die Grande Complication (Große Komplikation) in mechanisch-automatischen Uhrwerken. In diesem Sinne ist auch der Mechanismus von Antikythera zu verstehen, ein antikes Artefakt, das die Himmelsmechanik nachbildete.
In dieser Zeit bezeichnete auch Kunst (artes mechanicae) noch das Ingenieurwesen, und noch im 19. Jahrhundert wurden im Bergbau von Wasserkraft oder Pferden angetriebene Maschinen Bergmännische Kunst genannt.

### Mechanische Grundlagen: einfache Maschine und Automat

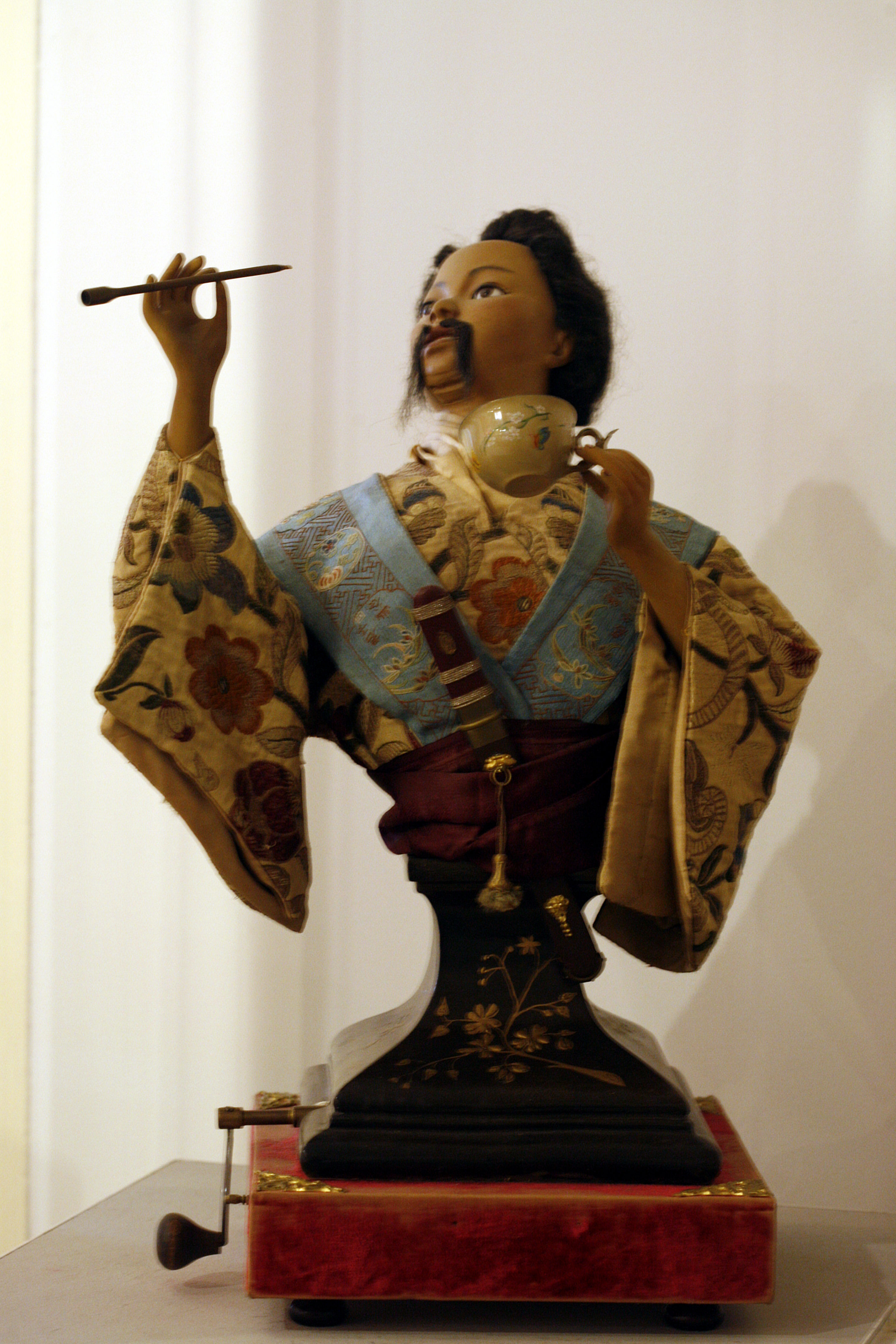
automatos humanoides, Centre International de la Mécanique d’Art, Sainte-Croix (CH)

Die Entwicklung der klassischen Mechanik als wissenschaftliche Disziplin seit der Aufklärung führt dazu, nach den Grundelementen mechanischer Systeme zu suchen, im Sinne der ‚Atome‘, der Bauteile, die sich nicht weiter zerlegen lassen – angedacht wurde das schon von den antiken griechischen Ingenieuren (Aristoteles): So werden die einfachen Maschinen definiert, nämlich Seil und Stab, Rolle, Hebel, sowie schiefe Ebene (in der Antike noch die Schraube, die sich aber als Stab und schiefe Ebene modellieren lässt).
Mehr oder weniger komplexe Mechanismen kommen in praktisch allen Ingenieurwissenschaften und technischen Disziplinen vor. Das Spektrum möglicher Maschinen reicht von einer einfachen Gerätschaft mit verbundenen, beweglichen Teilen (Mechanismen) bis zu sich über Kilometer erstreckenden komplexen Bauwerken (Anlagen).
In der technischen Anwendung haben Maschinen meist einen Antrieb (zum Beispiel einen Motor), der mehr oder minder kontinuierlich Energie liefert. Mit dieser Energie arbeiten die Maschinen, weshalb sie Arbeitsmaschinen genannt werden. Der Motor und andere Maschinen, die verschiedene Energieformen in meist rotierende Bewegungsenergie umwandeln, werden als Kraftmaschinen bezeichnet.
Weil die Maschine, wenn sie einen kontinuierlichen Antrieb hat, Arbeitsvorgänge in eine Folge wiederholbarer Schritte teilt, überschneidet sich ihre Bedeutung mit der des Automaten. Sie kann (unberechenbare) Handlungen von Menschen oder Tieren durch planbare Tätigkeiten (einen Algorithmus) ersetzen. Der αὐτόματος automatos, „der sich aus eigenem Willen bewegt“, ist ursprünglich ein auf Räderwerken aufgebautes, ebenfalls illusionistisches Spielzeug – er entspricht aber den mechanistischen Leitbildern der Aufklärung, die auch die Natur als zwangsläufige, determinierbare Abfolge zu erklären sucht.

### Entwicklung der Definition in der Industrialisierung
19. Jahrhundert:

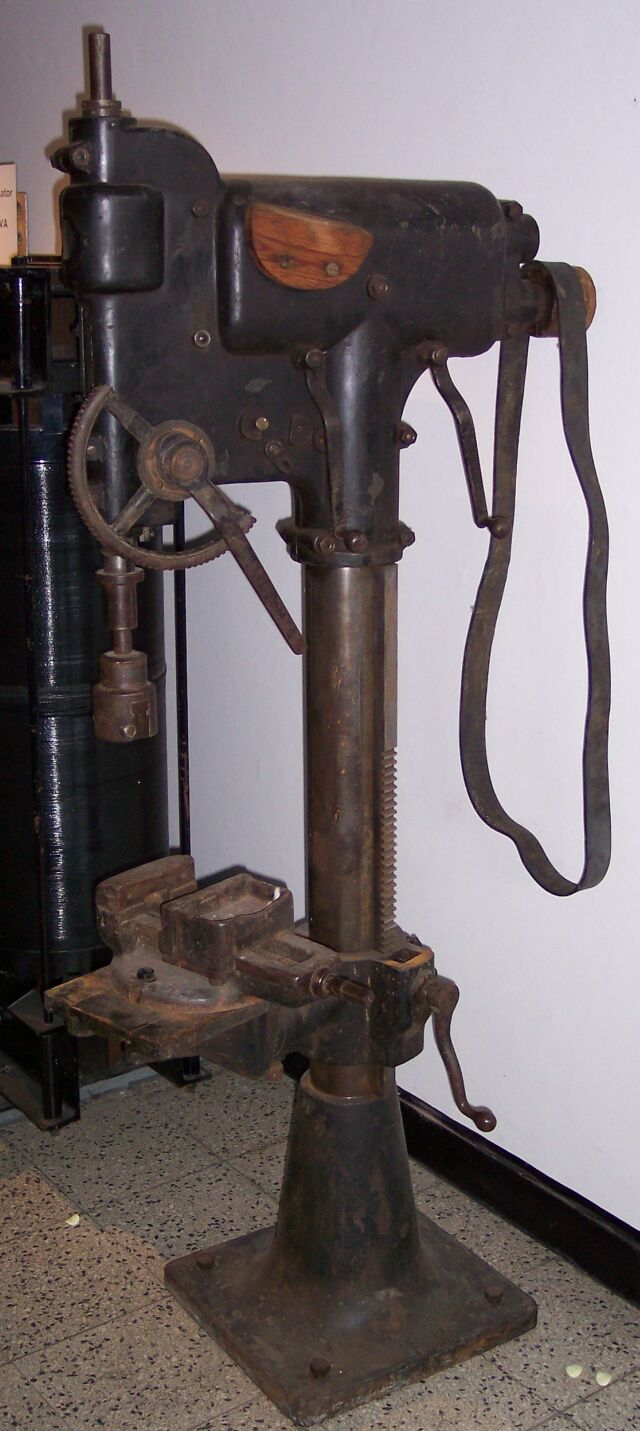
Werkzeugmaschine (Säulenbohrmaschine)

Verbindungen widerstandsfähiger Körper, welche so eingerichtet sind, dass mittels ihrer mechanische Naturkräfte genötigt werden können, unter bestimmten Bewegungen zu wirken (Reuleaux).
Die Verbindung der Körper zu einer Maschine schließt nicht alle und jede Bewegung aus, sondern verhindert nur die für den Zweck der Maschine unnötigen und störenden Bewegungen, sodass die zweckmäßigen Bewegungen als die allein möglichen übrigbleiben.
20. Jahrhundert:

Normungsbestrebungen gehen dahin, zwischen Maschine, Gerät, Apparat, Automat, Werkzeug, Instrument und Anlage zu unterscheiden:
- Maschine als vorrangig energie- oder kraftumsetzendes System oder Gebilde,
  - eine einfache Maschine besteht nur aus einem oder sehr wenigen Elementen und kann häufig auch als Werkzeug bezeichnet werden
  - eine Kraftmaschine stellt mechanische Energie (Bewegungsenergie) zur Verfügung
  - eine Arbeitsmaschine nimmt mechanische Energie (Bewegungsenergie) auf
- Gerät als vorrangig signalumsetzendes oder informationsverarbeitendes technisches Gebilde,
- Apparat gleich vorrangig stoff- bzw. materieumsetzendes technisches Gebilde,
- Automat als Maschine, die vorgegebene Prozesse selbständig abarbeitet,
- Werkzeuge sind Vorrichtungen, die nicht eigenständig funktionieren, sondern entweder von Hand geführt werden oder Bestandteil von Maschinen sind,
- Instrumente sind Vorrichtungen, die nicht der Umsetzung von Arbeit dienen, sondern der Anzeige,
- Anlagen sind komplexe Systeme aus Maschinen, Apparaten, Geräten, Werkzeugen bzw. Instrumenten.

Ende 20. Jahrhundert:

In Europa ist die Maschine in der Maschinen-Richtlinie definiert.
Infolge der Elektronisierung und Automatisierung im 20. Jahrhundert hat sich der Begriff der Maschine auf Computerprogramme ausgedehnt, mit denen Maschinen simuliert werden.
 In der Ingenieurtechnik wird aber meist zwischen mechanischer Maschine und elektronischen Automaten unterschieden.

### Die Europäische Maschinen-Richtlinie als Definitionshilfe

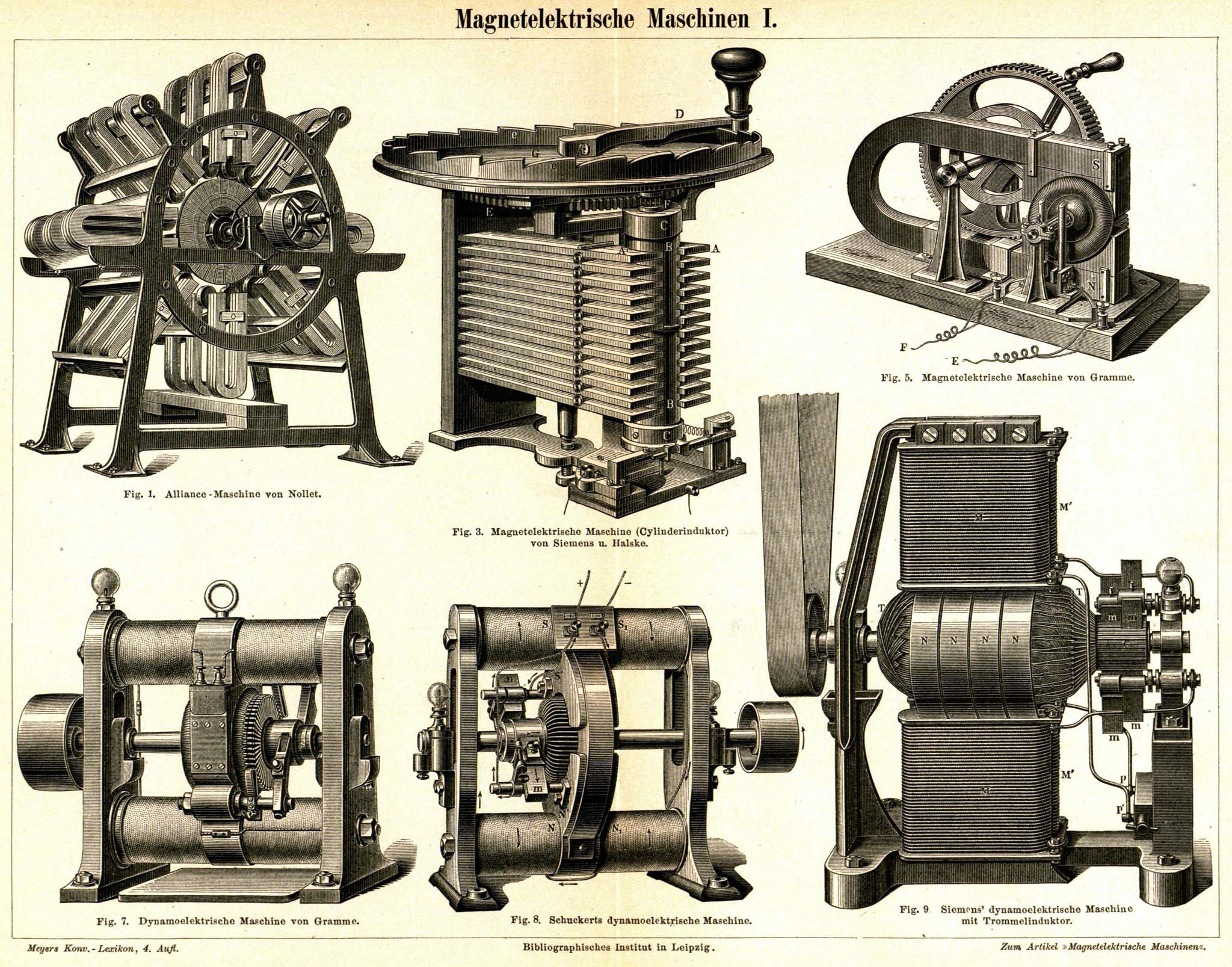
Meyers: Magnetelektrische Maschinen I (E-Motore), um 1890

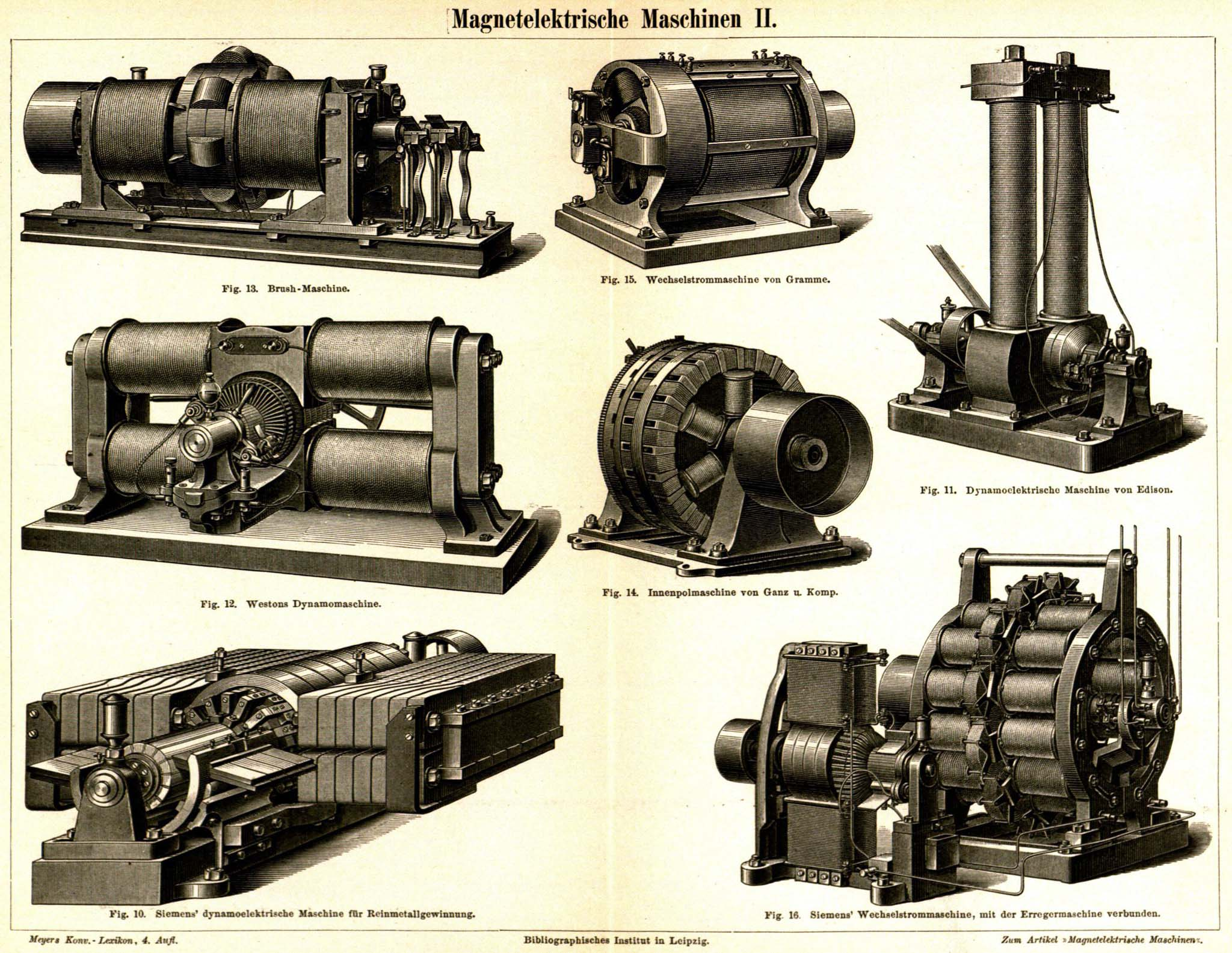
Meyers: Magnetelektrische Maschinen II (E-Motore) um 1890

Mit Hilfe der Richtlinie 2006/42/EG (Maschinenrichtlinie) wird ein einheitliches Schutzniveau zur Unfallverhütung für Maschinen beim Inverkehrbringen innerhalb des Europäischen Wirtschaftsraumes (EWR) sowie der Schweiz und der Türkei geregelt. Darin ist auch festgelegt, was als Maschine aufgefasst werden muss:
Nach 2006/42/EG Artikel 2 Abs. a (bzw. Umsetzung in nationales Recht, durch 9. ProdSV § 2, Absatz 2) bezeichnet „Maschine“
- eine mit einem anderen Antriebssystem als der unmittelbar eingesetzten menschlichen oder tierischen Kraft ausgestattete oder dafür vorgesehene Gesamtheit miteinander verbundener Teile oder Vorrichtungen, von denen mindestens eines bzw. eine beweglich ist und die für eine bestimmte Anwendung zusammengefügt sind;
- eine Gesamtheit im Sinne des ersten Gedankenstrichs, der lediglich die Teile fehlen, die sie mit ihrem Einsatzort oder mit ihren Energie- und Antriebsquellen verbinden;
- eine einbaufertige Gesamtheit im Sinne des ersten und zweiten Gedankenstrichs, die erst nach Anbringung auf einem Beförderungsmittel oder Installation in einem Gebäude oder Bauwerk funktionsfähig ist;
- eine Gesamtheit von Maschinen im Sinne des ersten, zweiten und dritten Gedankenstrichs oder von unvollständigen Maschinen im Sinne des Buchstabens g, die, damit sie zusammenwirken, so angeordnet sind und betätigt werden, dass sie als Gesamtheit funktionieren;
- eine Gesamtheit miteinander verbundener Teile oder Vorrichtungen, von denen mindestens eines bzw. eine beweglich ist und die für Hebevorgänge zusammengefügt sind und deren einzige Antriebsquelle die unmittelbar eingesetzte menschliche Kraft ist.

Eine Maschine ist als eigenständige Einheit im Wesentlichen unabhängig von der Umgebung funktionsfähig, während ihre Einzelkomponenten meist nicht unabhängig von der Maschine sinnvoll verwendbar sind.
Nicht unter den Regelungsbereich der Maschinenrichtlinie fallen jedoch „Maschinen, deren einzige Kraftquelle die unmittelbar angewandte menschliche Arbeitskraft ist, mit Ausnahme von Maschinen, die zum Heben von Lasten verwendet werden, …“ (2006/42/EG Artikel I Absatz 2a). Diese Eingrenzung des Begriffes grenzt somit viele Geräte aus, die im alltagssprachlichen Sinne Maschinen sind. Im Verordnungstext werden noch weitere Ausnahmen und Ergänzungen definiert.
Die Neufassung der Maschinenrichtlinie 2006/42/EG führt daneben auch unvollständige Maschinen auf, die dadurch gekennzeichnet sind, dass sie dazu bestimmt sind, in eine andere Maschine oder andere unvollständige Maschinen eingebaut oder mit ihnen zusammengefügt zu werden, um zusammen mit ihnen eine Maschine im Sinne der Richtlinie zu bilden.
Beispiele, mit den daraus folgenden zugehörigen Anforderungen der EU-Richtlinien:
- Eine Spannvorrichtung für Werkstücke, welche die Energie und die Signale von einer übergeordneten Maschine bezieht, ist keine Maschine.
Grund: keine Funktion ohne übergeordnete Maschine. (RL: Einbauerklärung)
- Die Heugabel ist keine Maschine.
Grund: kein Anbau an Maschine (vorgesehener Gebrauch), keine beweglichen Teile, nur mit Muskelkraft betrieben, keine gespeicherte Energie. (RL: keine Kennzeichnung)

### Speziellere Definitionen
- Eine Maschine soll eine Aufgabe mechanisch erledigen und die Antriebsenergie in Bewegung umwandeln (= Kraftmaschine) mit entsprechender Kraftentfaltung auf die Abtriebs- bzw. Arbeitsseite der Maschine (= Arbeitsmaschine).
- Bearbeitung eines Materials (bohren, drehen, fräsen) mit exakter Festlegung der Bewegungen von Werkzeug und Werkstück: Maschine = Werkzeugmaschine.
- Maschine, die für einen speziellen Zweck konstruiert und gebaut wurde: Maschine = Sondermaschine
- Maschinen, deren Zweck die Umsetzung einer zugeführten Energie in Bewegung ist: Maschine = Motor
- Maschinen, die der Wiederherstellung von körperlichen Fähigkeiten dienen: Maschine = Prothese
- Maschinen, die in Gebäude eingebaut sind. Maschine = Anlage der Technischen Gebäudeausrüstung, z. B. Lüftungsanlagen, Aufzüge, Kältemaschinen, Klimaanlagen, Rückkühlwerke

### Zeittafel / historische Beispiele
- der planmäßige Einsatz von Hebel und Rad war ausschlaggebend für die Entwicklung von Maschinen
- ca. 700 v. Chr.: Babylonische Schöpfwerke in Assyrien, Maschinenbauwerke
- ca. 550 v. Chr.: Drehbank, erste Werkzeugmaschinen
- ca. 340 v. Chr.: Definition Aristoteles: Hebel, Schraube werden als ‚Maschine‘ bezeichnet
- ca. 50 n. Chr.: Heron von Alexandria erste Wärmekraftmaschine
- 15. Jahrhundert: Maschine = ‚Kunstwerk‘ (Künstleringenieure Beispiel Leonardo da Vinci)
- 16. Jahrhundert: Maschine = ‚Technische Vorrichtung‘ (Ingenieurwesen Beispiel Galileo Galilei)
- 17. Jahrhundert: Simulationen der Natur mit mechanischen Modellen, Natur = ‚Maschine‘ (beispielsweise bei Descartes)
- 1712: Thomas Newcomen erste verwendbare Dampfmaschine (Maschine für Wärmekraftmaschine), 1769 von James Watt erheblich verbessert
- 1789: Die Französische Revolution ändert die Einstellung zur Mechanik und zur Maschine Befreiung des Menschen von Sklaverei auch durch Ablehnung der Verehrung des Altertums[5]
- um 1900: Unterscheidung Sondermaschine, Werkzeugmaschine.[6]
- 1957: Integration der Maschine: Mensch-Maschine-System

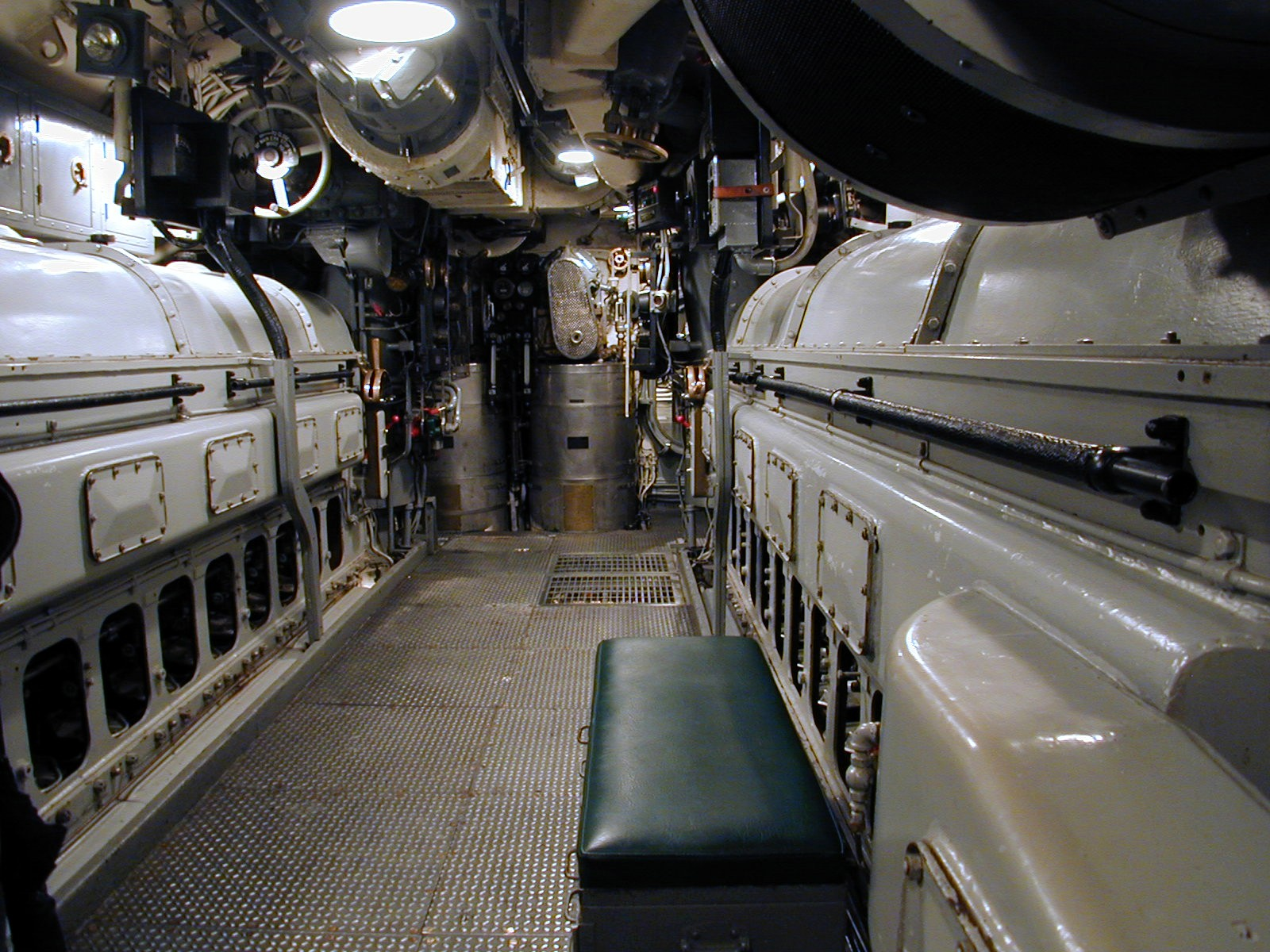
Maschinenraum eines U-Bootes

## Maschinen in Mythologie und Literatur
- In der Literatur des Barock und der Romantik wurden auch Fabelwesen als Maschinen bezeichnet, in der Dichtung der Antike waren es oft die Fabelwesen, die den Mechanismus darstellten, welcher die Geschichte vorantrieb.
- Sozialwissenschaften und Psychologie nehmen mechanische Aspekte auf, um psychische oder soziale Sachverhalte als Maschinen vorzustellen, wie etwa der Philosoph Gilles Deleuze.
- Hephaistos, der Schmiedegott, soll mechanische Frauen aus Gold geschaffen haben, seine bekanntesten Schöpfungen sind die Pandora und der bronzene Riese Talos
- Rabbi Judah Löw soll einen künstlichen Menschen, den Golem, aus Lehm geschaffen haben, um die Prager Juden vor ihren Feinden zu schützen
- Ende des 18./Anfang des 19. Jahrhunderts wurde parallel zur technischen Revolution auch in der romantischen Literatur der künstliche Mensch zum Thema.[7]
- Anfang des 20. Jahrhunderts hielt der Androide bzw. der Roboter Einzug in die Literatur, Isaac Asimov formulierte die „Roboter-Gesetze“, die einen Verhaltenscode für Automaten festlegen.
- Häufig taucht der Teufel im Märchen im Zusammenhang mit Mühlen und anderen technischen Gebilden auf, der Begriff „Teufelswerk“ wird oft bei der Einführung einer neuen Technologie genutzt.
- „Brauchbar ist eine Maschine erst dann, wenn sie von der Erkenntnis unabhängig geworden ist, die zu ihrer Erfindung führte.“ (Friedrich Dürrenmatt: Die Physiker – Gespräch zwischen Inspektor Voß und Newton (1. Akt))